# Урал (Ютазинский район)
 Урал — поселок в Ютазинском районе Татарстана. Входит в состав Каракашлинского сельского поселения.

## География
Находится в юго-восточной части Татарстана на расстоянии приблизительно 21 км на запад-северо-запад по прямой от районного центра поселка Уруссу у речки Ютаза.

## История
Основан в 1920-х годах.

## Население
Постоянных жителей было: в 1926—205, в 1938—348, в 1949—275, в 1958—185, в 1970—298, в 1979—203, в 1989—110, в 2002 году 236 (татары 74 %), в 2010 году 216.